# Texte und Kommentare
Die Reihe Texte und Kommentare wurde 1963 von Olof Gigon, Felix Heinimann und Otto Luschnat begründet. In ihr erscheinen neue Textausgaben und Kommentare zu antiken griechischen und lateinischen Autoren. Die Reihe erscheint im Verlag Walter de Gruyter.
Derzeitige Herausgeber sind Michael Dewar, Karla Pollmann, Ruth Scodel und Alexander Sens.

## Liste der Bände
| Nr.  | Autor                               | Titel | Jahr                  | Bemerkungen                                                                                     |
| ---- | ----------------------------------- | --- | --------------------- | ----------------------------------------------------------------------------------------------- |
| 1    | Will Richter                        | Aetna / [Vergil] | 1963                  |                                                                                                 |
| 2    | Leo Sternbach                       | Gnomologium Vaticanum: e codice Vaticano Graeco 743 | 1963                  | Zusammenstellung aus Veröffentlichungen Sternbachs von 1887 bis 1889; Vorwort von Otto Luschnat |
| 3    | Eckart Mensching                    | Der erste Teil der Fragmente: Memorabilien und Omnigena Historia / Favorin von Arelate                                                                                  | 1963                  | Dissertation                                                                                    |
| 4    | François Lasserre                   | Die Fragmente des Eudoxos von Knidos | 1966                  |                                                                                                 |
| 5    | Siegfried Lauffer                   | Diokletians Preisedikt | 1971                  |                                                                                                 |
| 6    | Heinrich Dörrie                     | P. Ovidii Nasonis Epistulae Heroidum | 1971                  |                                                                                                 |
| 7    | Richard Carden                      | The papyrus fragments of Sophocles | 1974                  | mit Beiträgen von William Spencer Barrett                                                       |
| 8    | Hans Joachim Mette                  | Urkunden dramatischer Aufführungen in Griechenland | 1977                  |                                                                                                 |
| 9    | Joachim Gruber                      | Kommentar zu Boethius ‚De consolatione philosophiae‘ | 1978                  | Habilitationsschrift, Erlangen 1974                                                             |
| 10   | Willy Theiler                       | Poseidonius: Die Fragmente | 1982                  | Zwei Teilbände: Texte, Erläuterungen                                                            |
| 11   | Hugh Lloyd-Jones                    | Supplementum Hellenisticum | 1983                  |                                                                                                 |
| 12   | Peter Allan Hansen                  | Carmina epigraphica Graeca: saeculorum VIII–V a.Chr.n. | 1983                  |                                                                                                 |
| 13   | Michael Winterbottom                | The minor declamations ascribed to Quintilian | 1984                  |                                                                                                 |
| 14   | Bruce Karl Braswell                 | A commentary on the fourth Pythian ode of Pindar | 1988                  |                                                                                                 |
| 15   | Peter Allan Hansen                  | Carmina epigraphica Graeca 2: Saeculi IV a. Chr. n.: accedunt addenda et corrigenda ad CEG 1                                                                            | 1989                  |                                                                                                 |
| 16   | Hermann Tränkle                     | Appendix Tibulliana | 1990                  |                                                                                                 |
| 17   | George Leonidas Koniaris            | Philosophumena: dialexeis / Maximus Tyrius | 1995                  |                                                                                                 |
| 18   | Maria Spyridonidou-Skarsouli        | Der erste Teil der fünften Athos-Sammlung griechischer Sprichwörter: kritische Ausgabe mit Kommentar                                                                    | 1995                  | Dissertation, Hamburg 1989                                                                      |
| 19   | Bruce Karl Braswell                 | A commentary on Pindar Nemean nine | 1998                  |                                                                                                 |
| 20   | Gerson Schade                       | Lykophrons „Odyssee“: Alexandra 648–819 | 1999                  | Dissertation, FU Berlin 1996                                                                    |
| 21   | Carl Werner Müller                  | Euripides / Philoktet: Testimonien und Fragmente | 2000                  |                                                                                                 |
| 22   | Anne Friedrich                      | Das Symposium der „XII sapientes“: Kommentar und Verfasserfrage | 2002                  | Dissertation, Halle 2000                                                                        |
| 23   | István Hajdú                        | Kommentar zur 4. Philippischen Rede des Demosthenes | 2002                  | Habilitationsschrift, Hamburg                                                                   |
| 24   | Michael Lipka                       | Xenophon’s Spartan Constitution. Introduction, Text, Commentary | 2002                  |                                                                                                 |
| 25   | Benjamin Todd Lee                   | Apuleius’ „Florida“: a commentary | 2005                  | Dissertation, University of Pennsylvania 2001                                                   |
| 26   | Hugh Lloyd-Jones                    | Supplementum Supplementi Hellenistici | 2005                  |                                                                                                 |
| 27/1 | Peter Habermehl                     | Petronius, Satyrica 79–141: Ein philologisch-literarischer Kommentar. Band 1: Sat. 79–110                                                                               | 2006                  | Vier Teilbände                                                                                  |
| 27/2 | Peter Habermehl                     | Petronius, Satyrica 79–141: Ein philologisch-literarischer Kommentar. Band 2: Sat. 111–118                                                                              | 2020                  | Vier Teilbände                                                                                  |
| 27/3 | Peter Habermehl                     | Petronius, Satyrica 79–141: Ein philologisch-literarischer Kommentar. Band 3: Bellum civile (Sat. 119–124)                                                              | 2021                  | Vier Teilbände                                                                                  |
| 27/4 | Peter Habermehl                     | Petronius, Satyrica 79–141: Ein philologisch-literarischer Kommentar. Band 4: Sat. 124.2–141, Anhänge und Register                                                      | noch nicht erschienen | Vier Teilbände                                                                                  |
| 28   | Petra Schierl                       | Die Tragödien des Pacuvius: Ein Kommentar zu den Fragmenten mit Einleitung, Text und Übersetzung                                                                        | 2006                  | Dissertation, München 2004                                                                      |
| 29   | Robert Kirstein                     | Junge Hirten und alte Fischer: Die Gedichte 27, 20 und 21 des Corpus Theocriteum                                                                                        | 2007                  | Habilitationsschrift, Münster 2006                                                              |
| 30   | Gesine Manuwald                     | Cicero, Philippics 3–9 | 2007                  | Zwei Teilbände                                                                                  |
| 31   | Stefan Freund                       | Laktanz, Divinae institutiones, Buch 7: De vita beata: Einleitung, Text, Übersetzung und Kommentar                                                                      | 2009                  | Habilitationsschrift, Eichstätt 2006                                                            |
| 32   | Natalie Breitenstein                | Petronius: Satyrica 1–15: Text, Übersetzung, Kommentar | 2009                  | Dissertation, Bern 2008                                                                         |
| 33   | Paolo Asso                          | A commentary on Lucan, De bello civili IV: introduction, edition and translation                                                                                        | 2010                  |                                                                                                 |
| 34   | Kjeld Matthiessen                   | Euripides, Hekabe. Edition und Kommentar | 2010                  |                                                                                                 |
| 35   | Chiara Battistella                  | P. Ovidii Nasonis Heroidum epistula 10: Ariadne Theseo: introduzione, testo e commento                                                                                  | 2010                  |                                                                                                 |
| 36   | John A. MacPhail                    | Porphyry’s Homeric questions on the Iliad: text, translation, commentary                                                                                                | 2010                  |                                                                                                 |
| 37   | Wolfram Ax                          | Quintilians Grammatik (Inst. orat. 1,4–8): Text, Übersetzung und Kommentar                                                                                              | 2011                  |                                                                                                 |
| 38   | Stelios Panayotakis                 | The Story of Apollonius, King of Tyre | 2012                  |                                                                                                 |
| 39   | S. Douglas Olson                    | The Homeric hymn to Aphrodite and related texts: text, translation and commentary                                                                                       | 2012                  |                                                                                                 |
| 40   | Biagio Santorelli                   | Giovenale, „Satira IV“: introduzione, traduzione e commento | 2012                  |                                                                                                 |
| 41   | Athanassios Vergados                | A Commentary on the Homeric Hymn to Hermes | 2012                  |                                                                                                 |
| 42   | Joachim Gruber                      | D. Magnus Ausonius, „Mosella“. Kritische Ausgabe, Übersetzung, Kommentar                                                                                                | 2013                  |                                                                                                 |
| 43   | Stephan Heilen                      | „Hadriani genitura“ – Die astrologischen Fragmente des Antigonos von Nikaia. Edition, Übersetzung und Kommentar                                                         | 2015                  |                                                                                                 |
| 44   | Biagio Santorelli                   | Giovenale, „Satira“ V: introduzione, traduzione e commento | 2013                  |                                                                                                 |
| 45   | Laura Miguélez-Cavero               | Triphiodorus, „The Sack of Troy“. A General Study and a Commentary | 2013                  |                                                                                                 |
| 46   | Rainer M. Jakobi                    | Nemesianus, „Cynegetica“. Edition und Kommentar | 2014                  |                                                                                                 |
| 47   | Lucia Floridi                       | Lucillio, „Epigrammi“. Introduzione, testo critico, traduzione e commento                                                                                               | 2014                  |                                                                                                 |
| 48   | Francesco Bracci                    | La satira 11 di Giovenale. Introduzione, traduzione e commento | 2014                  |                                                                                                 |
| 49   | Giuseppe Dimatteo                   | Giovenale, „Satira“ 8. Introduzione, testo, traduzione e commento | 2015                  |                                                                                                 |
| 50   | László Horváth                      | Der „Neue Hypereides“. Textedition, Studien und Erläuterungen | 2015                  |                                                                                                 |
| 51   | Antonio La Penna und Rodolfo Funari | C. Sallusti Crispi Historiae. I: Fragmenta 1.1–146 | 2015                  |                                                                                                 |
| 52   | Matthias Becker                     | Porphyrios, „Contra Christianos“. Neue Sammlung der Fragmente, Testimonien und Dubia mit Einleitung, Übersetzung und Anmerkungen                                        | 2016                  |                                                                                                 |
| 53   | Chiara Elisei                       | Ovidio, ›Heroides‹ 15 (Sappho Phaoni). Introduzione, testo e commento                                                                                                   | 2022                  |                                                                                                 |
| 54   | Francesca Romana Nocchi             | Commento agli „Epigrammata Bobiensia“ | 2016                  |                                                                                                 |
| 55   | Mirko Canevaro                      | Demostene, „Contro Leptine“. Introduzione, Traduzione e Commento Storico                                                                                                | 2016                  |                                                                                                 |
| 56   | Marcus Deufert                      | Kritischer Kommentar zu Lukrezens „De rerum natura“ | 2018                  |                                                                                                 |
| 57   | Ioanna Karamanou                    | Euripides, „Alexandros“. Introduction, Text and Commentary | 2018                  |                                                                                                 |
| 58   | Gunther Martin                      | Euripides, „Ion“. Edition and Commentary | 2018                  |                                                                                                 |
| 59   | Paola Bassino                       | The „Certamen Homeri et Hesiodi“. A Commentary | 2019                  |                                                                                                 |
| 60   | Christoph Schwameis                 | Cicero, ›De praetura Siciliensi‹ (Verr. 2,2). Einleitung und Kommentar                                                                                                  | 2019                  |                                                                                                 |
| 61   | Gianluigi Tomassi                   | Luciano di Samosata, ›La nave o Le preghiere‹. Introduzione, traduzione e commento                                                                                      | 2020                  |                                                                                                 |
| 62   | Magnus Frisch                       | Prudentius, ›Psychomachia‹. Einleitung, Text, Übersetzung und Kommentar                                                                                                 | 2020                  |                                                                                                 |
| 63   | Andriana Domouzi                    | Euripides, ›Melanippe Wise‹ and ›Melanippe Captive‹. Introduction, Text and Commentary                                                                                  | 2022                  |                                                                                                 |
| 64   | Lucia Floridi                       | Edilo, ›Epigrammi‹. Introduzione, testo critico, traduzione e commento                                                                                                  | 2020                  |                                                                                                 |
| 65   | Stefano Rocchi                      | P. Annio Floro, Virgilio: oratore o poeta? Introduzione, testo critico, traduzione e commento                                                                           | 2020                  |                                                                                                 |
| 66   | Zsolt Adorjáni                      | Der Artemis-Hymnos des Kallimachos. Einleitung, Text, Übersetzung und Kommentar                                                                                         | 2021                  |                                                                                                 |
| 67   | Franco Bellandi                     | Giovenale, ›Satira‹ 9. Introduzione, testo, traduzione e commento | 2021                  |                                                                                                 |
| 68   | Camillo Neri                        | Saffo, Testimonianze e frammenti. Introduzione, testo critico, traduzione e commento                                                                                    | 2021                  |                                                                                                 |
| 69   | Stefanie Stürner                    | Die Argonauten in Afrika. Einleitung, Übersetzung und Kommentar zur Libyenepisode der ›Argonautika‹ des Apollonios von Rhodos (A.R. 4,1223–1781)                        | 2021                  |                                                                                                 |
| 70   | Alessio Mancini                     | Lucano, Bellum Civile VIII. Introduzione, testo, traduzione e commento                                                                                                  | 2022                  |                                                                                                 |
| 71   | Sandra Zajonz                       | Demosthenes, Gegen Aristokrates. Einleitung, Text, Übersetzung und Kommentar                                                                                            | 2022                  |                                                                                                 |
| 72   | Federico Condello, Lucia Floridi    | Pseudo-Filone di Bisanzio, Le sette meraviglie del mondo. Introduzione, testo critico, traduzione, note esegetiche e testuali; con la traduzione latina di Lukas Holste | 2023                  |                                                                                                 |
| 73   | Elisa Nuria Merisio                 | Le iscrizioni metriche greche della Frigia orientale. Edizione, traduzione e commento                                                                                   | 2024                  |                                                                                                 |